# Heteromycteris proboscideus
Heteromycteris proboscideus is een straalvinnige vissensoort uit de familie van eigenlijke tongen (Soleidae). De wetenschappelijke naam van de soort is voor het eerst geldig gepubliceerd in 1925 door Paul Chabanaud.